# Марсио Иванилдо да Силва
Марсио Иванилдо да Силва (Márcio Ivanildo da Silva), известен още като Марсиньо е бразилски футболист, който играе за ПФК Левски София в България, като атакуващ халф. Роден е на 25 март 1981 г. в Петроландия, Пернамбуко.